# Alpaida niveosigillata
Alpaida niveosigillata är en spindelart som först beskrevs av Cândido Firmino de Mello-Leitão 1941.  
Alpaida niveosigillata ingår i släktet Alpaida och familjen hjulspindlar. Inga underarter finns listade i Catalogue of Life.